# Metal Resistance
Albums de Babymetal
Babymetal (album)
(22 février 2014) Metal Galaxy
(8 octobre 2019)
Singles
1. Road of Resistance
Sortie : 1er février 2016
2. Karate
Sortie : 25 mars 2016

Metal Resistance (ou METAL RESISTANCE) est le deuxième album du groupe de metal idol japonais Babymetal. Cet album est paru le 29 mars 2016 au japon, produit par BMD Fox Record, et le 1er avril 2016 à l’international, produit par earMusic, RAL et Sony Music Entertainment.
Metal Resistance a reçu des critiques globalement positives. L'album a atteint la 15e position de l'album le plus vendu au Royaume-Uni, l’album japonais le plus vendu. Aux États-Unis, l'album a débuté 39e des ventes au Billboard 200, le plus haut classement d'un artiste Japonais depuis Kyū Sakamoto en 1963, avec ses ventes de première semaine de 12 914 unités.

## Histoire de l'album
Metal Resistance fut annoncé en décembre 2015 pour coïncider avec les dates de leur nouvelle tournée internationale. Le titre de l'album a été confirmé en janvier 2016. Le 17 février le groupe montre l'artwork de l'album et donne une date prévisionnelle de sortie, le 25 février, avec la sortie de leur single "Karate.

## Composition
D'après le journal The Japan Times, l'album est basé sur divers éléments comme "du hair metal des années 1980 et du métal symphonique, qui sont sans nul doute les styles les plus adaptés pour un mélange avec de la J-Pop, contrairement aux autres sous-genre moins connu de métal." L'album choisi donc parmi divers sous-genres de métal ; « Karate » tire son style du groove metal et du nu metal, "Tales of Destinies" s'inspire des envolés mélodieuses et techniques du métal progressif, "The One" s'inspire du métal symphonique et progressif, "GJ" contient des rythmes de metalcore ainsi que des inspirations électroniques.

## Liste des morceaux
Edition Standard
1. Road of Resistance - 5:18
2. Karate - 4:23
3. Awadama Fever (あわだまフィーバー) - 4:13
4. Yava! (ヤバッ!) - 3:48
5. Amore (Amore -蒼星-) - 4:39
6. Meta Taro (Meta! メタ太郎 - 4:06
7. Syncopation (シンコペーション) - 4:07
8. GJ! - 2:56
9. Sis. Anger - 3:45
10. No Rain, No Rainbow - 4:50
11. Tales of the Destinies - 5:35
12. The One - 6:29